# Emilie Schindler

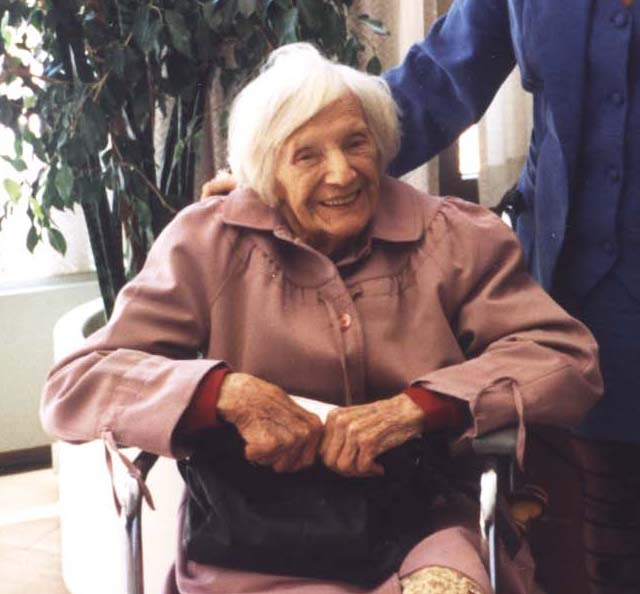
Emilie Schindler im Jahr 2000

Emilie Schindler, geb. Pelzl (* 22. Oktober 1907 in Alt Moletein, Mähren, Österreich-Ungarn; † 5. Oktober 2001 in Strausberg, Deutschland) war eine deutsch-österreichische Aktivistin. Sie war mit Oskar Schindler verheiratet, mit dem sie zusammen etwa 1200 Juden während des Holocausts vor dem Tod rettete.

## Leben
Emilie Pelzl war das zweite Kind von Josef und Maria Pelzl. Der Vater war ein wohlhabender Gutsbesitzer aus Alt Moletein. In Brünn besuchte sie verschiedene Schulen, darunter auch eine Landwirtschaftsschule. Am 6. März 1928 heiratete sie den ein Jahr jüngeren sudetendeutschen Industriellen Oskar Schindler, mit dem sie ins Haus der Schwiegereltern nach Zwittau zog. Ihr Vater missbilligte die frühe Heirat seiner Tochter mit einem „unfertigen Mann“. Durch die Weltwirtschaftskrise musste die Fabrik ihres Mannes geschlossen werden. 1936 zog das Ehepaar nach Mährisch Ostrau, wo sie ihren Mann aktiv bei der Arbeit für die deutsche Spionageabwehr unterstützte.

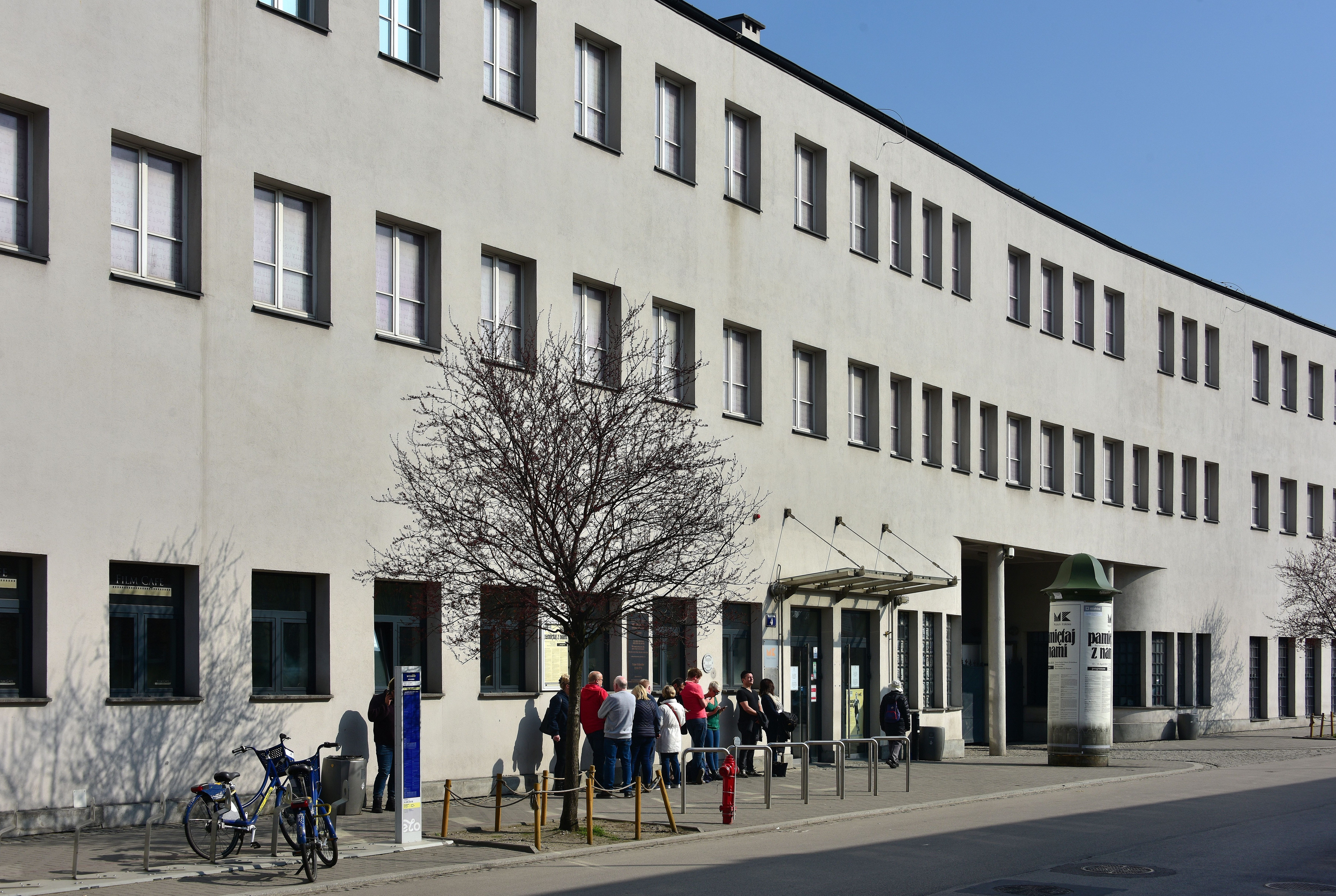
Schindler-Fabrik (Krakau, 2019)

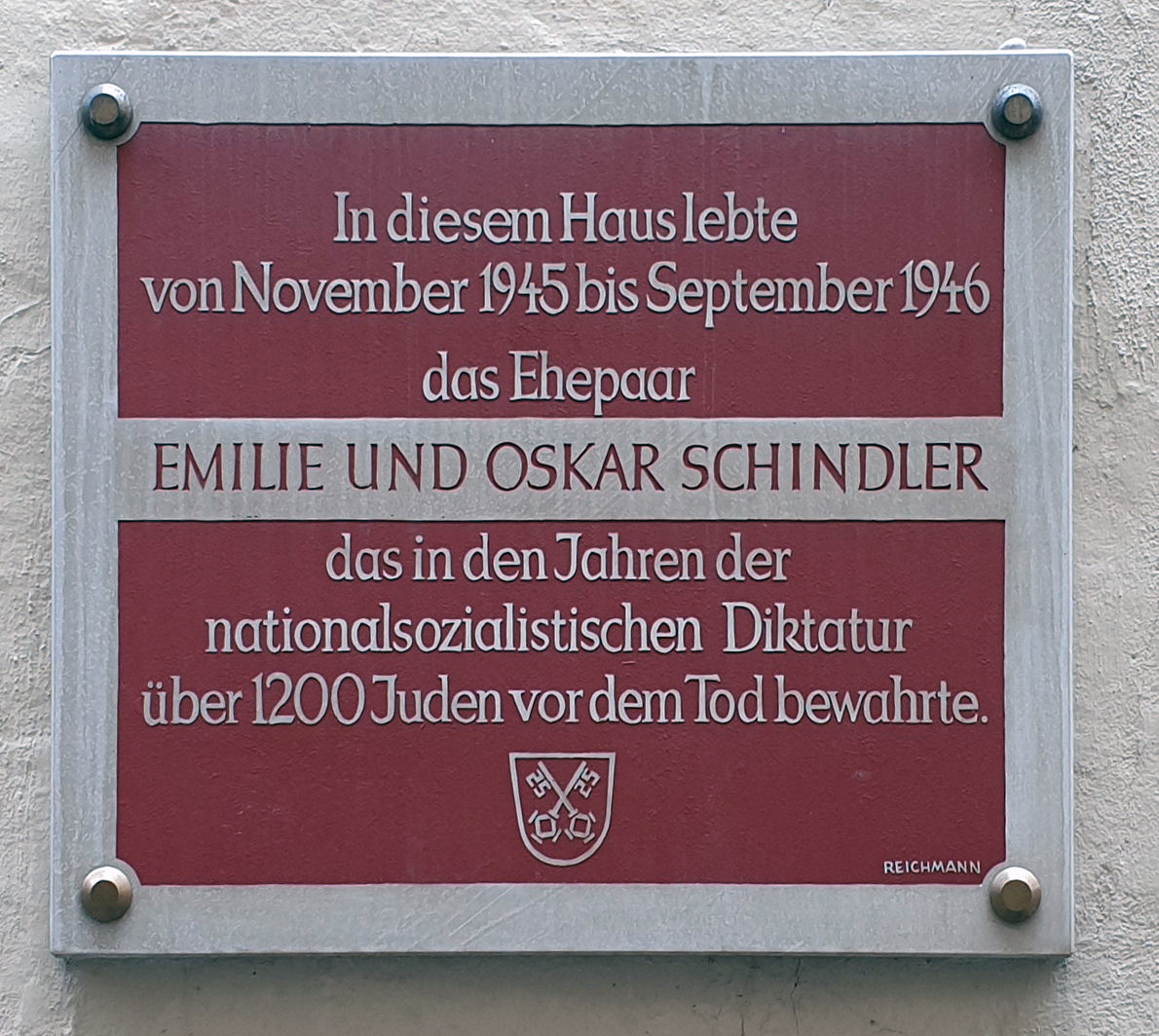
Gedenktafel am Haus, Watmarkt 5, in Regensburg

Im Oktober 1939 ging Oskar Schindler nach dem deutschen Überfall auf Polen nach Krakau und gründete die Deutsche Emailwarenfabrik (DEF). Von Ostrau aus besuchte sie ihren Mann zweimal pro Woche, bis sie 1941 selbst nach Krakau zog. Emilie Schindler begann, ihren Mann bei der Versorgung von jüdischen Zwangsarbeitern in der Fabrik zu unterstützen.
Aufgrund der vorrückenden Ostfront stand 1944 die Räumung des Rüstungsbetriebes und des KZ Plaszow (Plaschau) bevor und damit die drohende Deportation der Zwangsarbeiter und KZ-Häftlinge. Das Ehepaar Schindler konnte erreichen, dass sein Rüstungsbetrieb nach Brünnlitz im Bezirk Zwittau in die ehemalige Textilfabrik Löw-Beer verlegt werden durfte. Sowohl Maschinen als auch Arbeiter wurden in das dort errichtete KZ-Außenlager Brünnlitz verfrachtet. In den letzten Kriegsmonaten herrschte große Lebensmittelknappheit. In ihrer Biographie berichtete sie vom „Spendensammeln“ bei umliegenden Getreidemühlen.
Im Januar 1945 nahm sie in Abwesenheit ihres Mannes ca. 100 Juden in die Fabrik auf, die in Winterskälte drei Wochen ohne Lebensmittel in einem Güterwaggon gefangen auf ihren Abtransport in das Vernichtungslager Auschwitz gewartet hatten. Sie pflegte selbst die Kranken und Verwundeten in einem in der Fabrik aufgebauten Lazarett.
Nach der Kapitulation am 8. Mai 1945 floh sie mit ihrem Mann nach Regensburg. In den folgenden Jahren lebte das Ehepaar von der Unterstützung der jüdischen Organisation Joint, bis es 1949 nach Argentinien auswanderte. Dort lebten sich Emilie Schindler und ihr Mann auseinander, bis Oskar schließlich 1957 nach Deutschland zurückkehrte und sie in Buenos Aires blieb.
In den folgenden Jahren lebte Emilie Schindler, unterstützt von jüdischen Organisationen, in bescheidenen Verhältnissen in Argentinien. Eine erste Idee zur Verfilmung von Schindlers Liste in den 1960er Jahren konnte nicht verwirklicht werden. 1962 verkaufte sie ihr Haus und zog in eine Mietwohnung um. Am 24. Juni des gleichen Jahres wurde ihr Mann von Yad Vashem als Gerechter unter den Völkern ausgezeichnet, 1994 auch sie selbst. 1974 starb ihr Ehemann in Deutschland.
Emilie Schindler tauchte erstmals in der Öffentlichkeit auf, als 1993 Steven Spielberg den Film Schindlers Liste drehte. In der Schlussszene legt sie einen Stein auf das Grab ihres Mannes.
Es gibt widersprüchliche Angaben über ihre Einnahmen aus dem Film, zum Teil auch aufgrund ihres nachlassenden Erinnerungsvermögens. Nach einem Vergleich erhielt sie von ihrem US-amerikanischen Vermögensverwalter die Summe von 13.000 Dollar ausbezahlt. Sie traf sich unter anderen mit Bill Clinton, Papst Johannes Paul II. und Roman Herzog.
Im Herbst 1999 wurde in Hildesheim auf einem Dachboden ein Koffer mit 7000 Schriftstücken und Fotos aus dem Nachlass Oskar Schindlers gefunden. Die Stuttgarter Zeitung wertete den Fund aus; Emilie erhielt zwar Kopien, forderte jedoch die Originale als rechtmäßige Erbin für sich. Mitte 2001 erhielt sie nach einem Vergleich 25.000 DM von der Zeitung, nicht aber den Koffer, der sich im Museum von Yad Vashem befindet. Am 9. Juli 2001 eröffnete sie zusammen mit Bundeskanzler Gerhard Schröder im Bonner Haus der Geschichte eine Ausstellung, die sich um ihre Rolle im Widerstand gegen den Nationalsozialismus drehte.
In ihre Wahlheimat in Südamerika nicht mehr zurückgekehrt, starb Emilie Schindler am 5. Oktober 2001 nach einem Schlaganfall in einer Klinik in Strausberg bei Berlin. Am 19. Oktober wurde sie in Waldkraiburg beerdigt, der Münchner Verleger Herbert Fleissner hatte sich um das Grab bemüht.

## Auszeichnungen
- 1994 Auszeichnung als Gerechte unter den Völkern in Yad Vashem, gleichzeitig mit Miep Gies
- 1994 Justice-Louis-D.-Brandeis-Preis durch die zionistische Organisation von Amerika
- 1995 Audienz bei Papst Johannes Paul II.
- 1995 Verleihung des Bundesverdienstkreuzes durch den damaligen deutschen Bundespräsidenten Roman Herzog
- 1995 Verleihung eines israelischen Ordens
- 1995 Verleihung eines französischen Ordens
- 1995 Maiorden des argentinischen Heeres

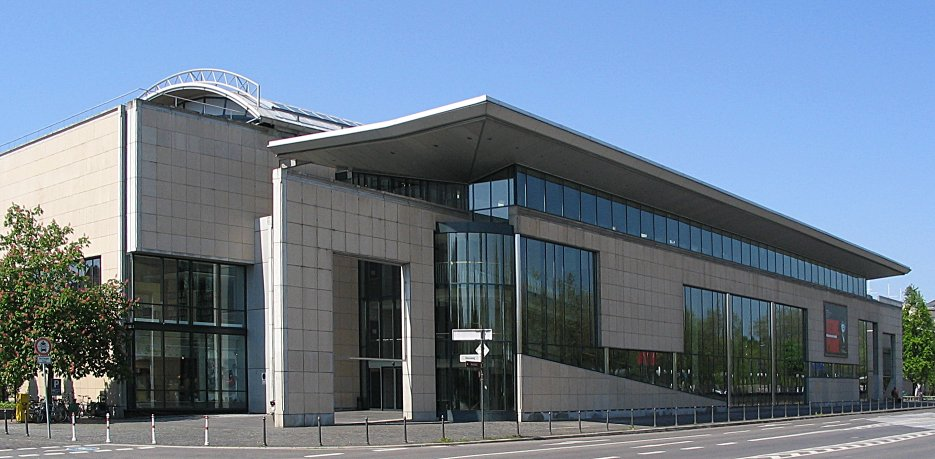
Haus der Geschichte in Bonn

- 1995 Verleihung der argentinischen Ehrenbürgerschaft
- 1998 Die Medaille „Le Grand Orient“ (verliehen in Argentinien)
- 1998 Verdienstorden des argentinischen Präsidenten
- 1999 Goldene Argentinische Medaille mit Urkunde
- 2001 postum Menschenrechtspreis der Sudetendeutschen

Alle Auszeichnungen, Medaillen und Orden befinden sich im Haus der Geschichte in Bonn.

## Film
In Steven Spielbergs Film Schindlers Liste von 1993 verkörperte die britische Schauspielerin Caroline Goodall Emilie Schindler.

## Oper
Der US-amerikanische Komponist Thomas Morse und der Librettist Kenneth Cazan brachten 2017 die Oper Frau Schindler im Münchener Gärtnerplatztheater heraus.

## Fernsehen
Unter der Regie von Annette Baumeister produzierte der Bayerische Rundfunk die Fernsehdoku Emilie Schindler – Die vergessene Heldin über Schindler. Sie wurde am Pfingstmontag, 20. Mai 2024, auf arte ausgestrahlt.